# Jan Egzarcha
Jan Egzarcha – średniowieczny pisarz bułgarski, jeden z najważniejszych przedstawicieli presławskiej szkoły piśmienniczej w przełomu IX i X wieku.
Informacje na temat jego życia są bardzo skąpe. Przypuszcza się, iż otrzymał staranne wykształcenie w jakiejś szkole bizantyjskiej, na co wskazuje doskonała znajomość języka greckiego oraz (prawdopodobnie) także hebrajskiego. Istnieją także przypuszczenia, iż przebywał w Konstantynopolu wraz z późniejszym carem Symeonem. Był blisko związany z dworem władców bułgarskich. Miał doskonałą orientację w księgach Pisma Świętego, dziełach Ojców Kościoła oraz filozofów starożytnej Grecji.
Działalność literacka Jana Egzarchy obejmuje głównie przekłady autorów bizantyjskich, a także dzieła oryginalne i kompilacje. Do najbardziej znaczących dla dziejów literatury bułgarskiej tekstów należy przekład tzw. Sześciodniewu. Jest to wersja bizantyjskich opowieści o sześciu dniach stworzenia świata (Heksahemeron), uzupełniona o informacje przyrodnicze, filozoficzne i geograficzne, zaczerpnięte z dzieł wielu pisarzy antycznych i wczesnośredniowiecznych (m.in. Bazylego Wielkiego, Kosmasa Indikopleustesa, Arystotelesa i Jana Chryzostoma). Tekst, poświęcony Symeonowi, zawiera także oryginalne informacje autorstwa Jana Egzarchy, m.in. bardzo cenne dla dziejów kultury bułgarskiej świadectwa odnośnie do Presławia (ówczesnej stolicy państwa bułgarskiego), carskich pałaców, jak również informacje dotyczące samego cara Symeona, jego ubioru, arystokracji bułgarskiej, warstw społecznych itp. Za namową księcia Doksa (brat Symeona), Jan Egzarcha przełożył u schyłku IX w. na język starobułgarski duże fragmenty greckiego traktatu Teologia Jana z Damaszku. Tłumaczył także inne dzieła Jana z Damaszku, m.in. grecką gramatykę oraz słowa.
Najstarszy odpis Sześciodnia powstał w 1263 r. w klasztorze chilandarskim na Górze Athos. Jest on obecnie przechowywany w Bibliotece Synodalnej w Moskwie.